# Jelenohorská kotlina
Jelenohorská kotlina (polsky Kotlina Jeleniogórska, německy Hirschberger Tal, č. polského geomorf. členění 332,36) je geomorfologický celek v Dolnoslezském vojvodství v Západních Sudetech v jihozápadním Polsku.

## Geografie

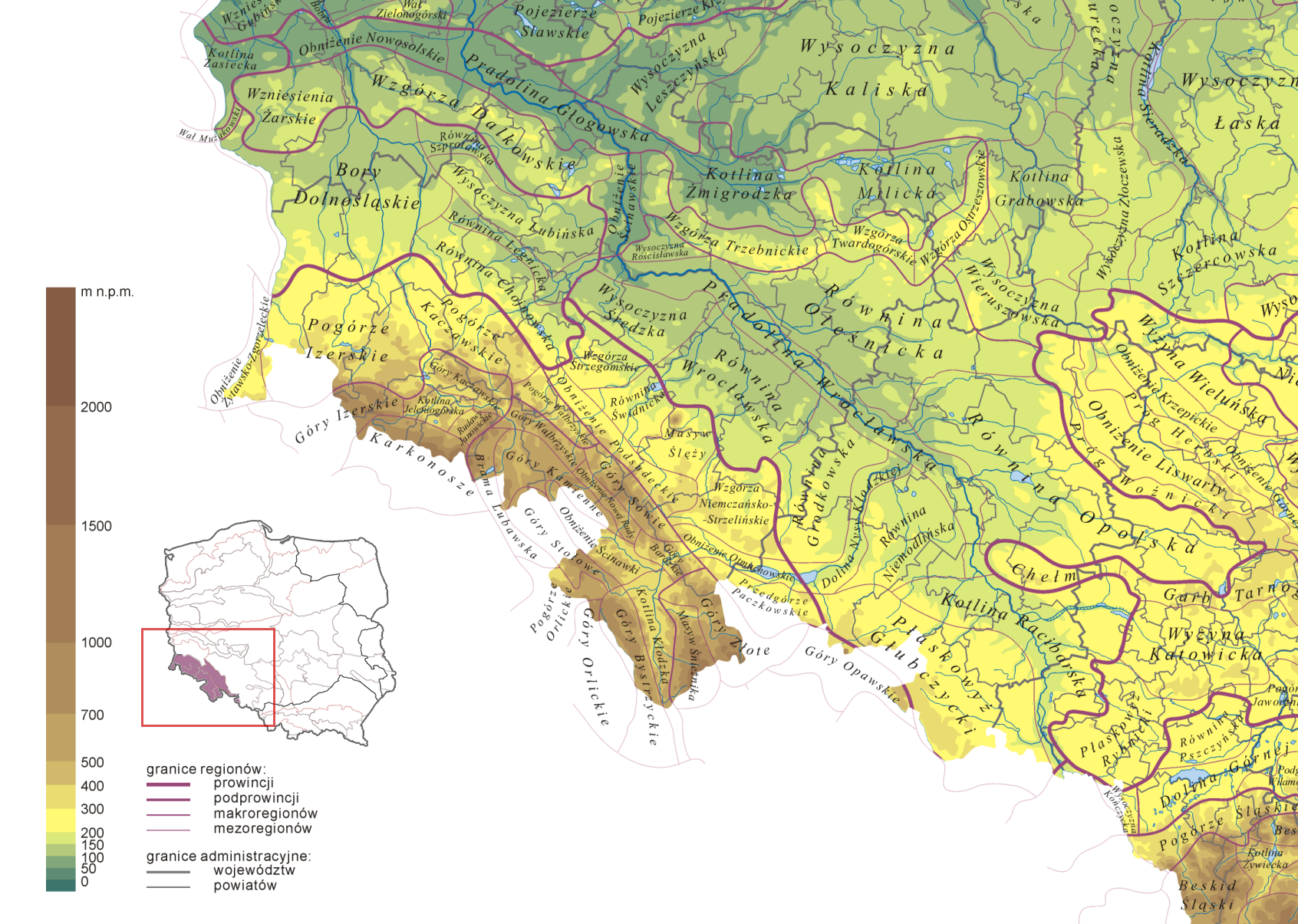
Regiony dle Kondrackéo hypsometrie: Sudety, Jelenohorská kotlina

Celková rozloha kraje je 273 km². Jedná se o rozsáhlou středohorskou sníženinu ohraničená ze severu Kačavskými horami, z východu Janovickým rudohořím, z jihu Krkonošemi a ze západu Jizerskými horami a Jizerským předhůřím/Frýdlantskou pahorkatinou.

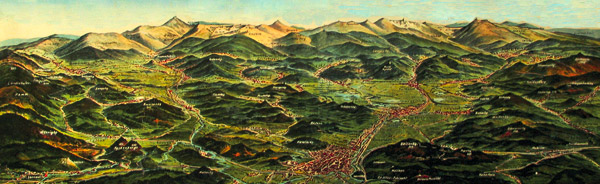
Panorama Jelení Hory z roku 1930.

Jižní hranice je zcela zřetelná, vede v místě náhlého zlomu svahu Krkonoš, přesněji Krkonošského podhůří. Také severozápadní hranice je velmi zřetelná, vede ohybem svahu Jizerského předhůří. Překrývá se s geologickou hranicí oddělující granitoidní masiv Krkonoš od jizerského bloku z metamorfovaných hornin. Přirozenou hranici Jelenohorské kotliny tvoří Dziwiszowské vrchy na severovýchodě a Karpnické vrchy na východě.
Někteří lidé zahrnují část Jizerského předhůří podél toku řeky Kamienica do Jelení Hory, tedy Starokamienskou nížina a Rybnickou pahorkatinu. Většina badatelů klasifikuje Karpnické Hills jako součást Janovického rudohoří.

## Vegetace
Původní vegetace byla zcela přeměněna v důsledku zemědělské činnosti člověka. Zachovaly se pouze nevelké lesy na vrcholcích kopců a v údolích řek a potoků. Je zde silně rozvinuté osídlení. Na místě rašelinišť a vlhkých luk a pastvin vznikl komplex rybníků a vodní nádrž Sosnówka.